# Colostygia ochroleucata
Colostygia ochroleucata är en fjärilsart som beskrevs av Aurivillius 1892. Colostygia ochroleucata ingår i släktet Colostygia och familjen mätare. Inga underarter finns listade i Catalogue of Life.